# Надморський ландшафтний парк
54°39′03″ пн. ш. 18°28′06″ сх. д. / 54.6507° пн. ш. 18.4683° сх. д.
Надморський ландшафтний парк (пол. Nadmorski Park Krajobrazowy) — ландшафтний парк у Поморському воєводстві Польщі, один із перших парків цього типу в країні. Заснований 5 січня 1978 року з метою охорони цінних природних ландшафтів південного узбережжя Балтійського моря.

## Загальна інформація
Площа парку становить 18 804 га, з них 7 452 га — суходіл, а 11 352 га — водна акваторія внутрішньої частини Пуцької затоки. Буферна зона (отуліна) займає 17 540 га. 
Парк розташований у межах Пуцького повіту Поморського воєводства і охоплює:
- міста: Хель, Ястарня, Владиславово, Пуцьк;
- ґміни: Крокова, Пуцьк, Косаково.

## Природа

### Ландшафти
У парку представлені всі основні типи морського південного узбережжя Балтійського моря.

### Флора
Парк характеризується високим біорізноманіттям:
- галофільні та псамофільні угруповання;
- реліктові види, зокрема малина арктична (Rubus chamaemorus);
- Восковниця європейська (Myrica gale) — східна межа ареалу.

Близько 40% території вкрито сосновими лісами (чорничний бір).

### Фауна
Хельський півострів — важливий маршрут сезонної міграції птахів. У затоці масово зимують качкові. Серед гніздових видів — лєчак, устрицеїд, огар, жовта плиска. У минулому тут гніздився побережник морський (Calidris alpina schinzii).

## Охорона природи
На території парку створено:
- 13 природних резерватів, зокрема: «Розевський мис», «Солоні Луки», «Бєлава», «Бека», «Мехелінські Луки», «Хельські дюни»;
- 4 екологічні угіддя;
- 1 геологічну пам’ятку природи;
- 8 об’єктів Natura 2000 (2 пташині території та 6 оселищних територій).

У 1994 році парк включено до міжнародної системи охоронюваних природних територій Балтійського моря ( HELCOM BSPA) .

## Історія

### Доісторичний період
Найдавніші археологічні знахідки датуються 9 тис. до н. е. (мезоліт).  У бронзовому віці виникли перші постійні поселення, пов’язані з лужицькою культурою. Близько 400 р. до н. е. сформувалась оксивська культура, яка вела торгівлю з Римом.

### Середньовіччя
На початку Середньовіччя виникали укріплення, зокрема на Горі Замковій біля озера Жарновецького. Формується мережа поселень, які перебували під контролем монастирів, шляхти або корони.
Найдавніші письмові згадки:
- 1145 — Пуцьк (грод),
- 1178 — Мжежино,
- 1198 — Хель,
- 1215 — Жарновець,
- 1270–1400 — Карвіа, Хлапово, Тупадли, Крокова, Ястарня,
- 1570 — Кузьниця,
- 1589 — Рева [2].